# NGC 330
NGC 330 is een bolvormige sterrenhoop in de Kleine Magelhaense wolk, die zich bevindt in het sterrenbeeld Toekan.
NGC 330 werd op 1 augustus 1826 ontdekt door de Schotse astronoom James Dunlop.

## Synoniem
- ESO 29-SC24